# Жуль Камбон
Жуль-Мартін Камбон (5 квітня 1845, Париж — 19 вересня 1935, Веве , Швейцарія) — французький політичний діяч, дипломат, посол у Варшаві (1897), Мадриді (1902), Берліні. З 1915 року — генеральний секретар МЗС Франції, з 1918 р. — член Французької академії наук; автор книги «Дипломат». 

## Кар'єра

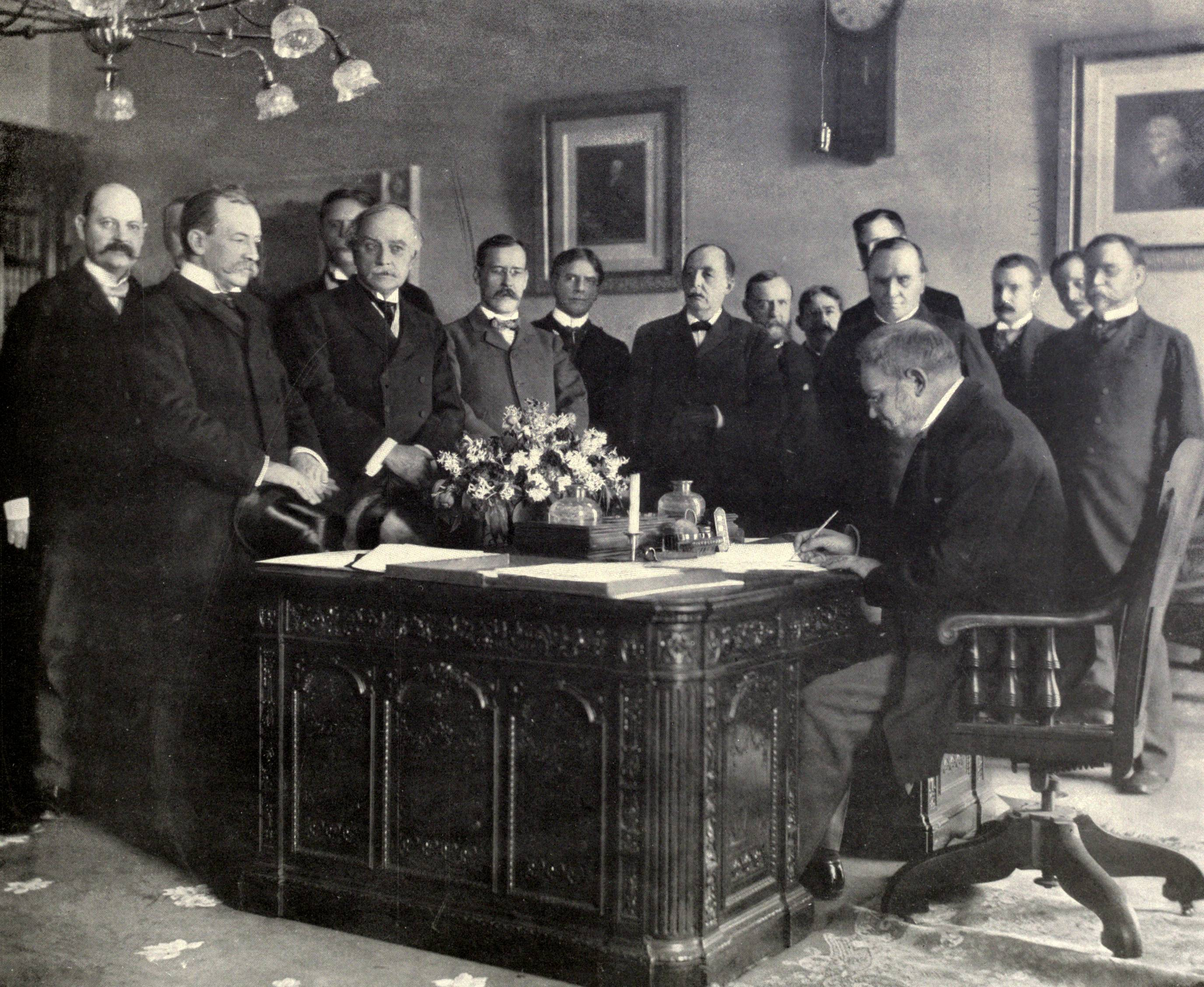
Жуль Камбон підписує Паризький договір 1898 р.

Жуль Камбон розпочав кар'єру як юрист у 1866 році. Служив на Франко-Прусській війні (1870—1871), після якої одразу ж вступив на державну службу. Він був префектом департаментів Норд (1882) та Рона (1887—1891), а 1891 року його призначили генерал-губернатором Алжиру, де він був дрібним службовцем у 1874 році.
1897 року його призначено послом Франції у Вашингтоні, де він за дорученням імпанського уряду вів переговори про умови припинення іспано-американської війни. Він був активним учасником мирних переговорів між США та Іспанією і зробив значний внесок у підписання Паризького договору 1898 року. Його позиція у цих переговорах допомогла Франції та Іспанії закріпити міцні партнерські стосунки у політичній сфері.
Опісля Жуль-Мартін був направлений послом до Мадриду, а з 1907 року — до Берліна, де він пропрацював аж до початку Першої Світової війни у 1914 році.
1919 року Жуль Камбон був членом французької делегації на Паризькій мирній конференції. 1923 року головував на конференції послів у Парижі.